# Gerónimo Poblete
Gerónimo Gastón Poblete (Tupungato, Mendoza, Argentina, 2 de enero de 1993) es un futbolista argentino. Juega de centrocampista y su equipo es el Al-Wasl F. C. de la UAE Pro League.

## Biografía
Reclutado en 2008 por Colón de Santa Fe mientras aún estaba en las divisiones inferiores, hizo su debut profesional en el Torneo Inicial 2013. Llegó a ser capitán del equipo, antes de dejarlo en julio de 2017 para unirse al FC Metz de la Ligue 1 de Francia.
El 8 de agosto de 2018 retornó a la Argentina, cedido por su club a San Lorenzo.
Luego de dos años con San Lorenzo, el club decidió no renovarle el préstamo, por lo que Poblete regresó a Francia en julio de 2020. Sin lugar en el FC Metz, fue cedido a su filial, el FC Metz II, del Championnat National 2, la cuarta división del fútbol profesional francés. De todos modos en octubre de 2020 acordó su incorporación hasta diciembre de ese año a Deportes La Serena, club que a la sazón militaba en la Primera División de Chile.
Durante los primeros meses de 2021, Poblete negoció su incorporación a Godoy Cruz Antonio Tomba y a Independiente, pero finalmente el 18 de febrero de ese año terminó firmando un contrato por un año para jugar con Vélez Sarsfield.
En enero de 2022 se incorporó al Metalist Kharkiv de la Primera Liga de Ucrania, sin embargo, debido a la invasión rusa de Ucrania de febrero de 2022, Poblete retornó a su país en marzo, uniéndose a Independiente.
Aunque el jugador buscó prolongar su vínculo con el club, finalmente por un desacuerdo con la dirigencia de Independiente partió en agosto de 2022 hacia los Emiratos Árabes Unidos para sumarse a las filas del Al-Wasl F. C. de la UAE Pro League.

## Estadísticas

### Clubes
Actualizado al 2 de enero de 2022.
| Club                       | Temporada           | Liga | Liga | Liga | Copas nacionales * | Copas nacionales * | Copas nacionales * | Copas internacionales ** | Copas internacionales ** | Copas internacionales ** | Otros *** | Otros *** | Otros *** | Total | Total | Total |
| Club                       | Temporada           | PJ   | G    | A    | PJ                 | G                  | A                  | PJ                       | G                        | A                        | PJ        | G         | A         | PJ    | G     | A     |
| -------------------------- | ------------------- | ---- | ---- | ---- | ------------------ | ------------------ | ------------------ | ------------------------ | ------------------------ | ------------------------ | --------- | --------- | --------- | ----- | ----- | ----- |
| Colón Argentina            |                     |      |      |      |                    |                    |                    |                          |                          |                          |           |           |           |       |       |       |
| 2013-14                    | 11                  | 0    | 0    | -    | -                  | -                  | -                  | -                        | -                        | -                        | -         | -         | 11        | 0     | 0     |       |
| 2014                       | 20                  | 1    | 1    | 2    | 0                  | 0                  | -                  | -                        | -                        | -                        | -         | -         | 22        | 1     | 1     |       |
| 2015                       | 28                  | 0    | 0    | 1    | 0                  | 0                  | -                  | -                        | -                        | 3                        | 0         | 0         | 32        | 0     | 0     |       |
| 2016                       | 15                  | 1    | 0    | 1    | 0                  | 0                  | -                  | -                        | -                        | -                        | -         | -         | 16        | 1     | 0     |       |
| 2016-17                    | 30                  | 0    | 1    | 1    | 0                  | 0                  | -                  | -                        | -                        | 3                        | 1         | 0         | 34        | 1     | 1     |       |
| Total                      | 104                 | 2    | 2    | 5    | 0                  | 0                  | -                  | -                        | -                        | 6                        | 1         | 0         | 115       | 3     | 2     |       |
| FC Metz Francia            |                     |      |      |      |                    |                    |                    |                          |                          |                          |           |           |           |       |       |       |
| 2017-18                    | 29                  | 0    | 0    | 4    | 0                  | 0                  | -                  | -                        | -                        | -                        | -         | -         | 29        | 0     | 0     |       |
| 2018-19                    | 1                   | 0    | 0    | -    | -                  | -                  | -                  | -                        | -                        | -                        | -         | -         | 1         | 0     | 0     |       |
| 2020-21                    | 2                   | 0    | 0    | 0    | 0                  | 0                  | -                  | -                        | -                        | -                        | -         | -         | 2         | 0     | 0     |       |
| Total                      | 32                  | 0    | 0    | 4    | 0                  | 0                  | -                  | -                        | -                        | -                        | -         | -         | 32        | 0     | 0     |       |
| San Lorenzo Argentina      | 2018-19             | 15   | 0    | 0    | 3                  | 0                  | 0                  | 6                        | 0                        | 0                        | -         | -         | -         | 24    | 0     | 0     |
| San Lorenzo Argentina      | 2019-20             | 20   | 0    | 0    | -                  | -                  | -                  | 2                        | 0                        | 0                        | -         | -         | -         | 22    | 0     | 0     |
| San Lorenzo Argentina      | Total               | 35   | 0    | 0    | 3                  | 0                  | 0                  | 8                        | 0                        | 0                        | -         | -         | -         | 46    | 0     | 0     |
| Deportes La Serena · Chile |                     |      |      |      |                    |                    |                    |                          |                          |                          |           |           |           |       |       |       |
|                            |                     |      |      |      |                    |                    |                    |                          |                          |                          |           |           |           |       |       |       |
| 2020-21                    | 16                  | 0    | 0    | 0    | 0                  | 0                  | 0                  | 0                        | 0                        | -                        | -         | -         | 16        | 0     | 0     |       |
| Total                      | 16                  | 3    | 0    | 0    | 0                  | 0                  | 0                  | 0                        | 0                        | -                        | -         | -         | 16        | 0     | 0     |       |
| Vélez Sarsfield Argentina  |                     |      |      |      |                    |                    |                    |                          |                          |                          |           |           |           |       |       |       |
| 2021-22                    | 21                  | 2    | 2    | 5    | 0                  | 0                  | 4                  | 0                        | 0                        | -                        | -         | -         | 30        | 15    | 2     |       |
| Total                      | 21                  | 880  | 900  | 5    | 0                  | 0                  | 4                  | 0                        | 0                        | -                        | -         | -         | 30        | 0     | 2     |       |
| Total en su carrera        | Total en su carrera | 204  | 2    | 4    | 17                 | 0                  | 0                  | 12                       | 0                        | 0                        | 6         | 1         | 0         | 240   | 3     | 4     |

- (*) Las copas nacionales se refiere a la Copa Argentina y Copa de la Liga

- (**) Las copas internacionales se refiere a la Copa Sudamericana. Copa Libertadores

- (***) Se refiere a la Liguilla Pre-Sudamericana y Copa Santa Fe.

## Palmarés

### Títulos nacionales
| Título                           | Club        | País      | Año     |
| -------------------------------- | ----------- | --------- | ------- |
| Torneo de Reserva                | C. A. Colón | Argentina | 2012-13 |
| Campeonato de Primera B Nacional | C. A. Colón | Argentina | 2014    |

## Vida personal
Sus hermanos Nicolás y Walter Poblete también son jugadores profesionales de fútbol.
Siendo descendiente de inmigrantes chilenos a la Argentina, en sus primeros años como futbolista profesional fue sondeado por la selección de fútbol de Chile como un posible refuerzo del equipo.